# قطعنامه ۱۹۱۲ شورای امنیت
قطعنامه ۱۹۱۲ شورای امنیت سازمان ملل متحد که در تاریخ ۲۶ فوریه ۲۰۱۰ تصویب شد، سندی بین‌المللی دربارهٔ اوضاع در تیمور شرقی است. این قطعنامه طی نشست ۶۲۷۸ام با ۱۵ رای موافق، ۰ مخالف و ۰ ممتنع تصویب شد.